# Mu-Jack
mu-Jack，日本關西電視台播放的音樂情報節目。原則上是在東京收錄後，每週播放30分鍾的節目。2015年10月9日起，播出時段（JST）改為每週五的深夜1：40 - 2：10。

## 現任演出者
註：以下皆為關西電視台（關西地方）播出日。

### 主持人
- 中島廣人（日语：中島ヒロト）（第1回播出至今全數出演，播出時主持人標示為中島ヒロト（FM802 DJ））：

FM802「THE NAKAJIMA HIROTO SHOW 802 RADIO MASTERS」（每週星期一〜星期四15:00 - 19:00直播）的DJ。
- 高橋南（第4代女MC。加入節目時為AKB48成員，其後自AKB48畢業）：

2010年7月8日加入。為個人首次單獨主持電視節目。擔任主持人之前，高橋曾以AKB48成員身分，於節目主辦的Live活動「Livejack Special II Stories -Drama×Songs」中以嘉賓之姿演出。2011年8月，在節目的企畫中，在美國J-POP歌手JAMIL的單曲《The Rock City Boy》的音樂錄影帶中登場。2012年2月，於節目的「Livejack vol.6」活動中首次擔任MC。

### 旁白
- 幸野善之

### 外景主持
- 大西Lion（日语：大西ライオン）：不定期。《Livejack vol.6》皆有出演

## 過去演出者
- 植村花菜（初代女性MC、2007年1月23日 - 2008年4月11日）

節目初期以カナ名義演出。
- 秋元才加（出演时AKB48）（第2代女性MC、2008年4月18日 - 2009年4月3日）
- 杉本有美（第3代女性MC、2009年4月10日 - 2010年7月1日）
- 和希沙也（記者、- 2007年9月）
- ダイノジ（記者）

## 沿革
- 2007年1月23日 - 關西地方的節目，關西電視台（KTV）在星期二的深夜1:30 - 2:00開始播放。初代MC是中島廣人（日语：中島ヒロト）、植村花菜。
- 2007年4月5日 - 播放時間改為星期四的深夜1:05 - 1:35。
- 2007年4月10日 - 東海電視台第1回開始播放。播放時間在星期二深夜0:45 - 1:15。
- 2007年4月14日 - BS電視第11回開始播放。播放時間在星期六13:30 - 14:00。
- 2007年10月6日 - 中島廣人（日语：中島ヒロト）計劃「Livejack vol.1」開始。
- 2008年3月22日 - 「Livejack vol.2」開始。
- 2008年4月11日 - KTV的播放時間改為星期五深夜1:59 - 2:29。
- 2008年4月18日 - 女性MC植村花菜轉為秋元才加（AKB48）。
- 2009年2月7日 - 「Livejack vol.3」開始。
- 2009年4月10日 - 女性MC由秋元才加轉為杉本有美。
- 2009年9月13日 - 「Livejack vol.4」開始。
- 2010年4月1日 - KTV的播放時間改為星期四深夜1:29 - 1:59。
- 2010年7月8日 - 当日的播放，女性MC杉本有美轉為高橋南。是繼AKB48成員第2代MC的秋元後的第2人。
- 2011年3月6日 - 「Livejack vol.5」開始。
- 2011年9月1日 -　大阪南堀江knave「YOUNG JACK 2011」開始。
- 2011年9月2日 -　難波Hatch「Jumpin’jack 2011」開始。
- 2012年1月26日 -　南堀江knave「YOUNG JACK vol.2」開始。
- 2012年2月22日 -　難波Hatch「Livejack vol.6」開始。
- 2012年3月15日 -　南堀江knave「YOUNG JACK vol.2」開始。
- 2013年1月11日 - 播出集數達300集。主持人中島廣人（日语：中島ヒロト）、高橋南和播報者大西Lion（日语：大西ライオン），以及出演最多次的嘉賓槇原敬之一起進行「修學旅行」（沖繩縣的外景），並播出3週。
- 2013年5月5日 - 在神戶國際會館國際廳，舉辦「Livejack 兒童之日 Special」。
- 2013年11月23、24日 - 於大阪市中央體育館舉辦「Livejack Special Ⅲ Stories -Songs make you smile-」。
- 2014年4月4日 - 使用高橋南設計的新 logo，作為節目標題。
- 2014年4月11日 - 在關西電視台的播出時間改至星期五深夜1:45 - 2:15。
- 2014年4月18日 - 桃色幸運草Z參與錄影當天（5月9日播出），成員佐佐木彩夏為了搶回答按鈕而摔倒。左腳關節骨折，2個月才痊癒。關西電視台立即發表此事並公開致歉。
- 2014年6月6日、6月13日 - 作為特別企劃的「aikoの部屋」單元登場。歌手aiko開始擔任節目主持人之一。
- 2017年3月 - 開始動畫新單元《哺噗的每日（日语：ぶっぷな毎日）》，描述槙原敬之與10隻狗、一隻貓共同生活的故事。配音者為南條愛乃、飯田里穂、津久井彩文（日语：津久井彩文）和主持人之一高橋南。

## 現行單元
- 「ARTIST JACK」：以「架空的移動式音樂舞台『Mujack』為名，邀來藝人討論音樂」的單元。於棚內錄影時，布景即為電腦動畫。2007年10月起，以介紹來賓的音樂錄影帶和相關影像為主，一邊進行訪談。2008年4月起，不限於音樂，開始介紹某藝人個人的三項興趣喜好（2009年4月10日起為五項）。2009年3月，由秋元才加擔任主持人時期，進行來賓的「自画自SONG」單元，由來賓自行選擇切合話題的三首歌曲並播出此三首MV。2010年7月之後，由高橋南擔任主持人，當時單元為「Ranking JACK」（2011年7月起變更為「YOUNG JACK」）。

- 「出差HEART JACK」：由「ARTIST JACK」衍生的單元，自2010年6月3日起以播出VTR的形式進行。2012年，由不定期登場的主持人之一大西Lion擔任主持。

- 「FLASH JACK」：介紹唱片界最新情報的單元。

- 「TALK×TALK×TALK」：2013年4月起，由高橋南與其他兩位各領域的名人，於攝影棚外的咖啡廳等場所進行無主題的自由對談，為不定期播出。

- 「音-1」大賽：2016年4月8日起，由自稱擅長以「音樂梗」搞笑的三組搞笑藝人登場比賽，多為無厘頭自彈自唱加上漫才梗，最後由現場主持人及該集來賓投票選出「最好笑的一組」，最高票者為冠軍。

## 工作人員
- 構成：須平敦宣、佐藤譲、竹屋なか子
- SW：加藤渉
- VE：中原健裕
- VTR：坂田昌也
- 攝影：田口勝夫、瓜生健資
- 燈光：大屋弘子
- 音控：西森公二
- EED：福川孝太朗
- MA&音效：衛藤恒明
- 組合設計：楠川浩之
- CG：石田良平
- 造型師：高良まどか
- 設計師：岡村彩
- 宣傳：和田由美（KTV廣報部）
- 管理人：原一博
- 助理導播：宮田吉德
- 主任：牛嶋創一、市川豐
- 製作人：河西秀幸（KTV東京制作部）、角田忍
- 技術協力：glow、戯音工房、エクサインターナショナル
- 製作協力：メディアプルポ
- 製作：關西電視台

### 過去的工作人員
- SW：兒玉祥二
- CAM：高橋典正、大内創、加藤誠、瓜生宗資、堀清志
- VE：足助學
- 音控：山岸憲弘、桑原知之
- 燈光：吉貝牧子、伊藤正雄
- VTR剪輯：家納剛、七五三吉洋、清水堅介、仲田麻利子
- MA：嶋田茂、高山元
- 音效：久留米勇介
- 設計：吉良進太郎
- 標題電腦動畫：タイプゼロ
- 攝影協力：MABU、タイプゼロ
- 技術協力：ヌーベルバーグ

## 外部連結
- KTV mu-Jack